# Hodabalo Awate
Hodabalo Awate, né le 10 décembre 1961 à Lomé, est un militaire et homme politique togolais. Officier supérieur des Forces armées togolaises (FAT) admis à la retraite, ministre de l’Administration territoriale, de la Décentralisation et de la Chefferie coutumière depuis le 8 septembre 2023.

## Biographie

### Formation
Il effectue ses études primaires à l’école primaire évangélique (EPE) de Farendè et secondaires au collège d’enseignement général (CEG) de Farende, dans la préfecture de la Binah. Il obtient le certificat d’études primaires élémentaires en 1976 et le brevet d’études du premier cycle en 1981.
Admis au collège militaire de Tchitchao, il décroche le baccalauréat en 1984. La même année, il rejoint l’école de formation des officiers des armées de Bouaké en Côte d’Ivoire, où il suit une formation de 1984 à 1987. Il complète sa carrière par diverses formations militaires, notamment en Allemagne de 1987 en 1989 et au Sénégal de 2002 en 2003,.

## Carrière militaire et administrative
Awate occupe différents postes au sein des FAT : instructeur au centre national d’instruction de Kara de 1989 à 1990, commandant de centre de formation à Lomé II, puis officier au Régiment commando de la garde présidentielle de 1990 à 1996. En 1999, il participe à la Mission des Nations unies en République centrafricaine (MINURCA).Il est ensuite adjoint au chef de corps du 3e régiment d’infanterie de Témédja (jusqu’en 2003).Le 29 octobre 2003, il est nommé préfet de l’Oti, fonction qu’il occupe jusqu’en 2015, avant de devenir préfet du Golfe de 2016 à 2018, puis préfet d’Agoè-Nyivé de 2018 à 2023.Le 8 septembre 2023, il est nommé ministre de l’Administration territoriale, de la Décentralisation et de la Chefferie coutumière dans le gouvernement de Tomégah-Dogbé II.

## Distinctions
Au cours de sa carrière, Hodabalo Awate a reçu plusieurs décorations nationales et internationales, dont :
- Officier de l'ordre du Mono[9] ;
- Officier de l'ordre national du Mérite du Togo[10] ;
- Médaille des Nations unies pour sa participation à la MINURCA[11].